# Yuki Kobori
Yuki Kobori –en japonés, 小堀勇氣, Kobori Yuki– (Ishikawa, 25 de noviembre de 1993) es un deportista japonés que compite en natación, especialista en el estilo libre.
Participó en dos Juegos Olímpicos de Verano, en los años 2012 y 2016, obteniendo una medalla de bronce en Río de Janeiro 2016, en la prueba de 4 × 200 m libre.
Ganó una medalla de bronce en el Campeonato Mundial de Natación en Piscina Corta de 2016 y cuatro medallas en el Campeonato Pan-Pacífico de Natación entre los años 2010 y 2018.

## Palmarés internacional
| Juegos Olímpicos                    | Juegos Olímpicos        | Juegos Olímpicos  | Juegos Olímpicos  |
| Año                                 | Lugar                   | Medalla           | Prueba            |
| ----------------------------------- | ----------------------- | ----------------- | ----------------- |
| 2016                                | Río de Janeiro (Brasil) | Medalla de bronce | 4 × 200 m libre   |
| Campeonato Mundial en Piscina Corta |                         |                   |                   |
| Año                                 | Lugar                   | Medalla           | Prueba            |
| 2016                                | Windsor (Canadá)        | Medalla de bronce | 4 × 200 m libre   |
| Campeonato Pan-Pacífico             |                         |                   |                   |
| Año                                 | Lugar                   | Medalla           | Prueba            |
| 2010                                | Irvine (Estados Unidos) | Medalla de plata  | 4 × 200 m libre   |
| 2014                                | Gold Coast (Australia)  | Medalla de plata  | 4 × 200 m libre   |
| 2018                                | Tokio (Japón)           | Medalla de plata  | 4 × 100 m estilos |
| 2018                                | Tokio (Japón)           | Medalla de bronce | 4 × 200 m libre   |